# Pia (dokumentarfilm)
 For alternative betydninger, se Pia. (Se også artikler, som begynder med Pia)
|  | Denne artikel er oprettet af botten Steenthbot ud fra en ekstern database. Den kan derfor have sproglige fejl eller mangler. Denne skabelon kan fjernes efter kontrol af indholdet. |

Pia er en dansk dokumentarfilm fra 2022 instrueret af Katrine W. Kjær.

## Handling
Hun er en af Danmarks mest kontroversielle værdikrigere. En person, der i den grad har delt vandene. Men hvem er mennesket bag politikeren Pia Kjærsgaard? Vi har fulgt den tidligere leder af Dansk Folkeparti i 18 dramatiske måneder, hvor hendes politiske livsprojekt pludselig kommer i stormvejr.